# Simone Del Prado
Pour les articles homonymes, voir Del Prado.
Simone Del Prado, née Larrieu, est une samboïste française née le 4 juin 1949 à Anglet et morte le 20 mai 2016 à Bayonne.

## Carrière
Elle remporte la médaille de bronze dans la catégorie des moins de 56 kg aux Jeux mondiaux de 1985 à Londres.
Elle a été la figure de proue du Club olympique bayonnais.